# Pokémon – Die ersten Abenteuer
Pokémon – Die ersten Abenteuer (ポケットモンスターSPECIAL bzw. Pocket Monsters SPECIAL, international auch Pokémon Adventures) ist eine Mangareihe, die seit 1997 in Japan erscheint. Autor der Handlung ist Hidenori Kusaka; die Zeichnungen fertigte zunächst Mato an, ab Band 10 übernahm Satoshi Yamamoto diese Aufgabe. Bis Februar 2023 sind in Japan 64 Bände erschienen.
Satoshi Tajiri, der Erfinder von Pokémon, sagte über den Manga: „This is the comic that most resembles the world I was trying to convey.“ („Dies ist der Comic, der der Welt, die ich vermitteln wollte, am ähnlichsten ist.“)

## Handlung
Pocket Monsters SPECIAL basiert auf den Pokémon-Spielen. Der Pokémon-Anime ist von Pocket Monsters SPECIAL unabhängig: Weder basiert der Manga auf dem Anime, noch umgekehrt.
Der Manga besteht aktuell aus 15 Handlungsbögen (intern als Kapitel bezeichnet), welche jeweils auf einem Pokémon-Spiel basieren. Die meisten Kapitel erzählen primär eine für sich stehende Geschichte, wenngleich es Querverweise auf frühere Kapitel gibt und bekannte Figuren erneut auftreten. Die Kapitel sind wiederum unterteilt in Runden.
| Generation | Kapitel | Bände   | Runden                                  | Spielvorlage | Veröffentlichung (Japan) |
| --- | ------- | ------- | --------------------------------------- | ------------ | ------------------------ |
| 1 |         |         |                                         |              |                          |
| 1 | 1–3     | 1–40    | Pokémon Rot & Blau                      | 1997–1998    |                          |
| Der Handlungsbogen folgt dem Trainer Rot aus Alabastia, der loszieht, um die Orden der Kanto-Region zu sammeln. Er begegnet unterwegs mehrfach den Trainern Blau und Grün und durchkreuzt mit ihrer Hilfe die kriminellen Pläne des Team Rocket. Am Ende tritt Rot in der Pokémon-Liga siegreich gegen Blau an und wird dadurch Pokémon-Meister. |         |         |                                         |              |                          |
| 2 | 4–7     | 41–90   | Pokémon Gelb                            | 1998–2000    |                          |
| Rot wurde entführt, lediglich sein Pikachu konnte entkommen. Es schlägt sich bis zu Professor Eich durch; der Professor vertraut Pikachu der Trainerin Gelb an, die Rot suchen will. |         |         |                                         |              |                          |
| 2 |         |         |                                         |              |                          |
| 3 | 8–15    | 91–180  | Pokémon Gold & Silber, Pokémon Kristall | 2001–2003    |                          |
| Trainer Gold aus der Johto-Region macht sich auf die Suche nach Silber, welcher ein Pokémon aus dem Labor von Professor Lind gestohlen hat. Bald taucht ein geheimnisvoller Mann mit der Maske auf, der ein gemeinsamer Feind für die beiden Trainer ist. Unterdessen versucht die Trainerin Kristall, möglichst viele Pokémon zu fangen, um die Forschungsarbeiten des Professors zu unterstützen.                                                        |         |         |                                         |              |                          |
| 3 |         |         |                                         |              |                          |
| 4 | 15–22   | 181–267 | Pokémon Rubin & Saphir                  | 2003–2006    |                          |
| Trainer Rubin und Trainerin Saphir aus der Hoenn-Region wetten, dass es Rubin schafft, innerhalb von 80 Tagen alle Wettbewerbsbänder zu gewinnen, während Saphir in der gleichen Zeit alle Arena-Orden gewinnen will. Als sie zwischen die Fronten eines Kampfes zwischen Team Aqua und Team Magma geraten, müssen sie sich verbünden. |         |         |                                         |              |                          |
| 5 | 22–26   | 268–302 | Pokémon Feuerrot & Blattgrün            | 2006–2007    |                          |
| Rot und Blau sind auf den Sevii-Eilanden unterwegs, um Professor Eich zu retten, welcher von Team Rocket entführt wurde. Silber findet im Verlauf des Kapitels heraus, dass Team-Rocket-Boss Giovanni sein Vater ist. Das Kapitel endet mit einem Cliffhanger, als Rot, Blau, Grün, Gelb und Silber versteinert werden. |         |         |                                         |              |                          |
| 6 | 26–29   | 303–337 | Pokémon Smaragd                         | 2007–2008    |                          |
| Der junge Trainer Smaragd versucht, in der Kampfzone von Hoenn zu bestehen. Sein Hauptauftrag ist es jedoch, für Professor Eich das mystische Pokémon Jirachi zu finden; mit seiner Hilfe will der Professor die versteinerten Trainer erlösen. |         |         |                                         |              |                          |
| 4 |         |         |                                         |              |                          |
| 7 | 30–38   | 338–416 | Pokémon Diamant & Perl                  | 2008–2011    |                          |
| Die Komiker Diamant und Perl glauben, eine Reise gewonnen zu haben, und halten Platinum für ihre Reiseleiterin. Platinum ist ein Mädchen aus reichem Haus; ihr Vater hat ihr nur widerwillig erlaubt, zu einer Pokémon-Reise aufzubrechen. Durch ein Missverständnis hält sie Diamant und Perl für die Leibwächter, die ihr Vater für sie engagiert hat. Im Verlauf der Reise freunden die drei sich eng an und kämpfen gemeinsam gegen das Team Galaktik. |         |         |                                         |              |                          |
| 8 | 38–40   | 417–441 | Pokémon Platin                          | 2011–2012    |                          |
| Platinum versucht ihr Glück in der Kampfzone von Sinnoh. |         |         |                                         |              |                          |
| 9 | 41–43   | 442–460 | Pokémon HeartGold & SoulSilver          | 2012–2013    |                          |
| Gold, Silber und Kristall stellen sich dem Team Rocket entgegen, welches sich wieder zusammengefunden hat und auf der Jagd nach dem mystischen Pokémon Arceus ist. |         |         |                                         |              |                          |
| 5 |         |         |                                         |              |                          |
| 10 | 43–51   | 461–524 | Pokémon Schwarz & Weiß                  | 2013–2014    |                          |
| Trainer Schwarz aus der Einall-Region träumt von einer Teilnahme an der Pokémon-Liga. Früh auf seiner Reise trifft er Weiß, die eine Agentur leitet, welche Pokémon als Schauspieler vermittelt. Das Team Plasma versucht, die Bevölkerung von Einall dazu zu bringen, ihre Pokémon freizulassen. |         |         |                                         |              |                          |
| 11 | 52–55   | 525–548 | Pokémon Schwarz 2 & Weiß 2              | 2014–2020    |                          |
| Schwarzy, ein Ermittler der Internationalen Polizei, schreibt sich zur Tarnung als normaler Schüler in der Trainerschule ein, ist jedoch in Wahrheit auf der Suche nach den verbleibenden Mitgliedern von Team Plasma. Ausgerechnet seine Mitschülerin Weissy ist eines dieser gesuchten ehemaligen Mitglieder. |         |         |                                         |              |                          |
| 6 |         |         |                                         |              |                          |
| 12 | 55–61   | 549–595 | Pokémon X & Y                           | 2014–2016    |                          |
| Trainer X, welcher unter Depression leidet, zieht mit seinen Freunden Y, Sannah, Tierno und Trovato durch die Kalos-Region, nachdem ihre Heimatstadt bei einem Kampf der legendären Pokémon Xerneas und Yveltal zerstört wurde. Das Team Flare will Xerneas und Yveltal fangen, um mit ihrer Hilfe ihre ultimative Waffe zu verstärken. |         |         |                                         |              |                          |
| 13 | 62 ff.  | 596–617 | Pokémon Omega Rubin & Alpha Saphir      | 2015–2016    |                          |
| Rubin, Saphir und Smaragd wollen die Mega-Entwicklung erlernen. Unterdessen droht ein Meteorit auf der Erde einzuschlagen. – Das Kapitel basiert auf der Delta-Episode, welche den Epilog des Spiels Pokémon Omega Rubin & Alpha Saphir darstellt. |         |         |                                         |              |                          |
| 7 |         |         |                                         |              |                          |
| 14 | -       | 618–654 | Pokémon Sonne & Mond                    | 2017–2019    |                          |
| Trainer Sonne und Trainerin Mond ziehen durch die Alola-Region. Sonne versucht, eine Million Pokédollar zu verdienen, damit er eine Insel zurückkaufen kann, die einst seinem Großvater gehörte. Mond ist gleichzeitig im Auftrag von Professor Kukui auf der Suche nach dem Pokémon Rotom. |         |         |                                         |              |                          |
| 8 |         |         |                                         |              |                          |
| 15 | -       | 655 ff. | Pokémon Schwert & Schild                | seit 2020    |                          |
| Die Trainer Soro Schwert und Skelda Schild aus der Galar-Region erforschen im Auftrag von Professor Magnolica das Dynamax-Phänomen. |         |         |                                         |              |                          |

## Veröffentlichung

### Veröffentlichung in Japan
In Japan erscheint Pocket Monsters SPECIAL zuerst rundenweise in dem Manga-Magazin CoroCoro Comic von Shōgakukan. Die Runden werden später in Tankōbon zusammengefasst.
Das elfte Kapitel Pokémon Schwarz 2 & Weiß 2 wurde bei der Magazin-Veröffentlichung übersprungen und stattdessen als Webcomic veröffentlicht. Hintergrund war, dass man im Magazin schneller die neuen Kapitel zu den aktuelleren Spielen veröffentlichen wollte. Da Pokémon Schwarz 2 & Weiß 2 parallel zu den darauffolgenden Kapiteln gezeichnet werden musste, welchen eine höhere Priorität eingeräumt war, zog sich die Veröffentlichung von Pokémon Schwarz 2 & Weiß 2 mit längeren Pausen über sechs Jahre von 2014 bis 2020 hin. Bei der Tankōbon-Veröffentlichung musste allerdings auf den Abschluss des Pokémon-Schwarz-2-&-Weiß-2-Handlungsbogens gewartet werden, bevor man mit den späteren Kapiteln fortfahren konnte.
Während die Hauptreihe noch auf den Abschluss von Pokémon Schwarz 2 & Weiß 2 wartete, wurden die späteren Kapitel aus CoroCoro Comic dennoch bereits in eigenständigen Taschenbuchreihen veröffentlicht: Pocket Monsters SPECIAL: XY, Pocket Monsters SPECIAL: Ω Ruby & α Sapphire, Pocket Monsters SPECIAL: Sun & Moon und Pocket Monsters SPECIAL: Sword & Shield.
Sieben Runden des zwölften Kapitels Pokémon X & Y erschienen nicht in CoroCoro Comic, sondern in dem Magazin Pokémon Fan; diese Runden werden unter Fans als Spezial-Episoden bezeichnet. In den Taschenbüchern Pocket Monsters SPECIAL: XY, welche auch in Deutschland übernommen wurden, fehlen die Spezial-Episoden; in den später erschienenen Bänden der Hauptreihe wurden die Episoden an korrekter Stelle eingefügt.

### Veröffentlichung in Deutschland
Egmont Manga veröffentlichte 2001 die ersten drei Bände, die das erste Kapitel Pokémon Rot & Blau bilden, unter dem Titel Pokémon Adventures. Die Bände wurden gespiegelt, um sie an die westliche Leserichtung anzupassen. Es war von Anfang an nicht geplant, mehr als drei Bände zu veröffentlichen: Band 4 der Egmont-Reihe Pokémon enthielt stattdessen den ersten Band von Magical Pokémon Journey, ein Shōjo-Manga, der bis auf den Bezug zum Pokémon-Franchise nichts mit Pocket Monsters SPECIAL gemeinsam hat.
2013 begann Panini mit der Veröffentlichung des zehnten Kapitels Pokémon Schwarz & Weiß. Am 8. Oktober 2013 erschien Pokémon Schwarz & Weiß Band 1, wobei es sich um die zweite Hälfte des originalen Band 43 handelt. Auch die darauffolgenden Kapitel wurden in eigenständigen Reihen bei Panini veröffentlicht:
- Pokémon X & Y (ab 2015)
- Pokémon Omega Rubin & Alpha Saphir (ab 2017)
- Pokémon Schwarz 2 & Weiß 2 (ab 2018)
- Pokémon Sonne & Mond (ab 2019)
- Pokémon Schwert & Schild (ab 2021)

Die Veröffentlichung der früheren Bände mit den Kapiteln 1 bis 9 begann im Januar 2016 unter dem Titel Pokémon – Die ersten Abenteuer.
Der japanische Band 15 enthält die letzte Runde des Gold & Silber-Kapitels, welches Überlänge hat, sowie die ersten Runden des Rubin & Saphir-Kapitels. Die deutsche Ausgabe von Band 15 enthält lediglich die eine Runde Gold & Silber sowie einige farbige Illustrationen und eine Leseprobe für Pokémon Schwarz 2 & Weiß 2; die Rubin & Saphir-Runden wurden als Band 16 separat veröffentlicht, was zur Folge hatte, dass von da an die deutschen Bände im Vergleich zur japanischen Vorlage um eine Nummer verschoben sind.

### Veröffentlichung in weiteren Ländern
In den USA veröffentlichte Viz Media den Manga unter dem Titel Pokémon Adventures ab 1999. Die Reihe wurde mit Band 7 eingestellt.
Auch in Singapur erschien Pokémon Adventures auf Englisch. Der Verlag Chuang Yi veröffentlichte den Manga bis Band 41, wobei die Bände bis einschließlich Band 40 gespiegelt wurden. Mit Band 42 übernahm Shōgakukan Asia die Reihe.
Ab 2010 startete Viz Media in den USA eine Neuauflage und veröffentlichte diesmal alle Bände. Die Kapitel ab Pokémon Diamant & Perl wurden dabei, ähnlich wie in Deutschland, zu eigenständigen Reihen ausgekoppelt.
Pocket Monsters SPECIAL erscheint oder erschien außerdem u. a. in China, Finnland, Frankreich, Griechenland, Italien, Malaysia, Mexiko, Polen, Portugal, Spanien, Südkorea und Thailand.

## Weitere Pokémon-Manga
Neben Pocket Monsters SPECIAL existieren in Japan zahlreiche weitere Pokémon-Manga; einige von ihnen basieren auf den Pokémon-Spielen, andere auf dem Pokémon-Anime, wieder andere erzählen ganz eigenständige Geschichten. Nur wenige dieser Manga sind außerhalb Japans erschienen.
In Deutschland erschienen neben Pocket Monsters SPECIAL noch folgende Pokémon-Manga:
- Magical Pokémon Journey (jap. Pocket Monster - PiPiPi Adventure) ist ein Shōjo-Manga. Hauptfigur ist die junge Schülerin Hazel, die Pokémon fängt, um das Herz ihres Schwarms Almond zu gewinnen. Die ersten drei von insgesamt zehn Bänden erschienen von 2001 bis 2002 bei Egmont Manga[10].
- Ginjis Rettungsteam basiert auf dem Spin-off-Spiel Pokémon Mystery Dungeon. Der Manga erschien in Deutschland nie als Taschenbuch, wurde aber in den Ausgaben 6/06 bis 5/07 von Zocker Heaven, einem Kundenmagazin von Karstadt, veröffentlicht.
- Pokémon Reisen erscheint seit August 2022 bei Panini[11]. Der Manga basiert auf der gleichnamigen 23. Staffel des Pokémon-Anime.